# Сен-Сезер-сюр-Сьянь
Сен-Сезе́р-сюр-Сьянь (фр. Saint-Cézaire-sur-Siagne) — коммуна на юго-востоке Франции в регионе Прованс — Альпы — Лазурный берег, департамент Приморские Альпы, округ Грас, кантон Грас-1. До марта 2015 года коммуна административно входила в состав упразднённого кантона Сен-Валье-де-Тье (округ Грас).
Площадь коммуны — 30,02 км², население — 3420 человек (2006) с выраженной тенденцией к росту: 3772 человека (2012), плотность населения — 125,6 чел/км².

## Население
Население коммуны в 2011 году составляло 3692 человека, а в 2012 году — 3772 человека.
| 1962 | 1968 | 1975 | 1982 | 1990 | 1999 | 2004 | 2006 | 2009 | 2011 | 2012 |
| ---- | ---- | ---- | ---- | ---- | ---- | ---- | ---- | ---- | ---- | ---- |
| 715  | 809  | 1046 | 1578 | 2182 | 2840 | 3285 | 3420 | 3652 | 3692 | 3772 |

Динамика численности населения:

## Экономика
В 2010 году из 2328 человек трудоспособного возраста (от 15 до 64 лет) 1681 были экономически активными, 647 — неактивными (показатель активности 72,2 %, в 1999 году — 70,2 %). Из 1681 активных трудоспособных жителей работали 1513 человек (808 мужчин и 705 женщин), 168 числились безработными (81 мужчина и 87 женщин). Среди 647 трудоспособных неактивных граждан 201 были учениками либо студентами, 236 — пенсионерами, а ещё 210 — были неактивны в силу других причин.
На протяжении 2010 года в коммуне числилось 1539 облагаемых налогом домохозяйств, в которых проживало 3573,0 человека. При этом медиана доходов составила 20 тысяч 635,5 евро на одного налогоплательщика.